# Дом баварской истории
Дом баварской истории (нем. Haus der Bayerischen Geschichte, HdBG) — орган земельной власти Свободного государства Бавария, созданный в 1983 году и базирующийся в Аугсбурге с 1993 года; относится к Баварскому министерство науки и искусства. Задачами организации заявлены: подготовка и проведение культурно-исторических выставок — в частности, выставок по истории Баварии; создание новой концепции развития для Музея баварской истории в Регенсбурге; публикация исторических и искусствоведческих трудов в серии «Edition Bayern».